# Argyle (Texas)
Argyle város az USA Texas államában, Denton megyében. Lakosainak száma 4403 fő (2020. április 1.).

## Népesség
A település népességének változása:

| 2010 | 3 282 |
| 2020 | 4 403 |